# Pfaben

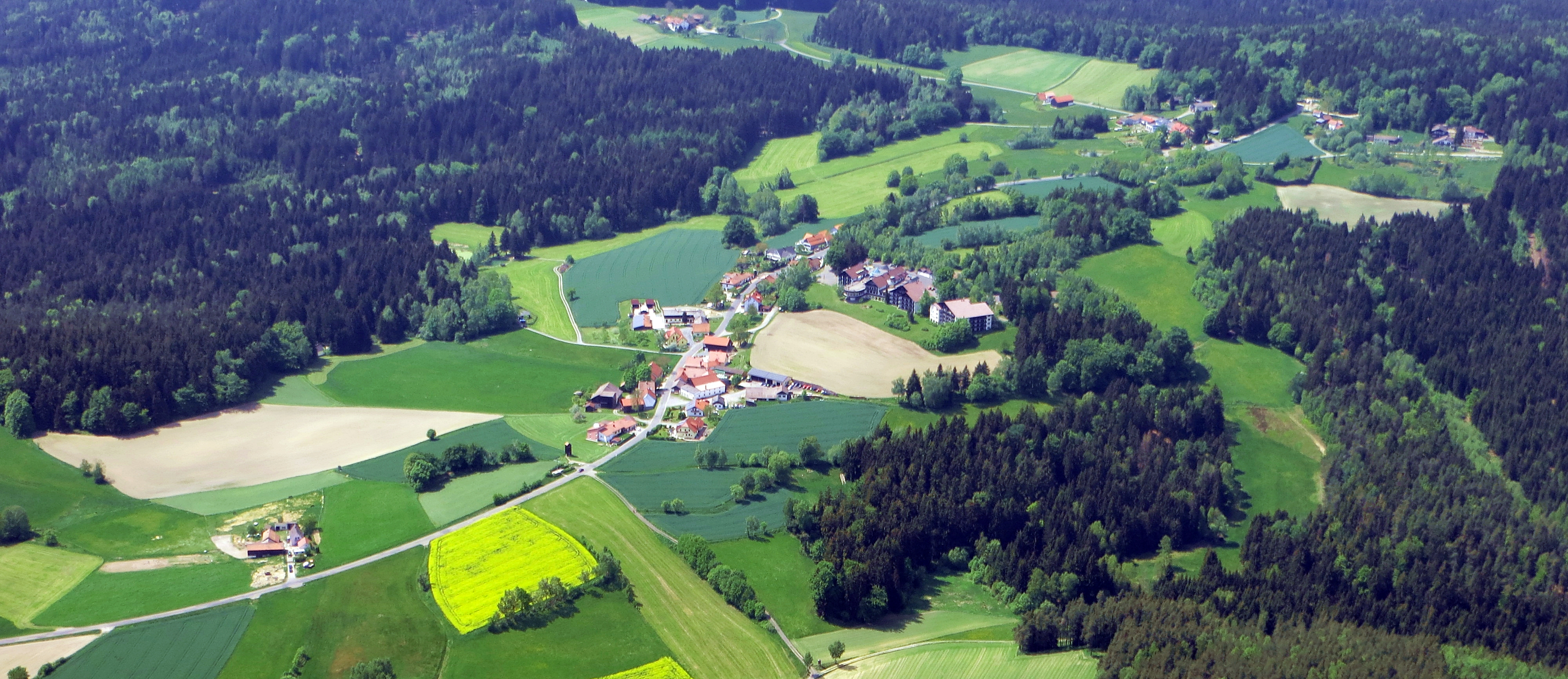
Luftbildaufnahme vom Bergdorf Pfaben

Pfaben (bairisch: Pfoum) ist ein Gemeindeteil der Stadt Erbendorf im oberpfälzischen Landkreis Tirschenreuth und eine Gemarkung.
Das Dorf Pfaben liegt auf einer Lichtung im Steinwald auf 685 bis 715 m ü. NHN. 

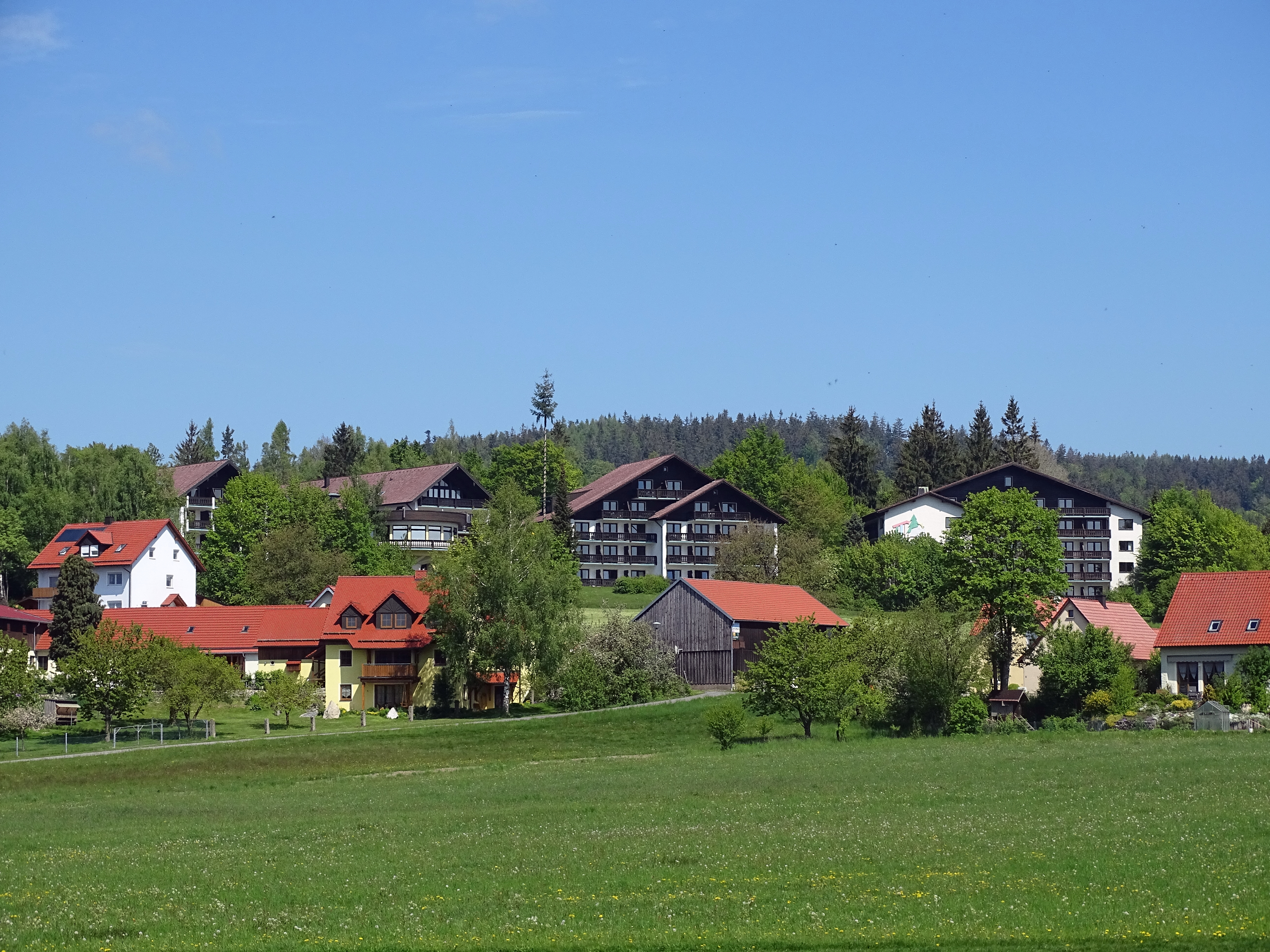
Hotel Steinwaldhaus in Pfaben

Die Gemarkung Pfaben liegt vollständig im Gemeindegebiet der Stadt Erbendorf. Sie hat eine Fläche von etwa 125 Hektar. Einziger Gemeindeteil auf der Gemarkung ist Pfaben.

## Geschichte
Die Gemeinde Pfaben gehörte zuerst zum Landkreis Kemnath und wurde 1931 in den Landkreis Neustadt an der Waldnaab umgegliedert. Sie bestand aus den fünf Orten Grenzmühle, Hohenwies, Napfberg, Pfaben und Thann und hatte eine Fläche von 346,70 Hektar. Im Jahr 1938 wurde sie in die Gemeinde Wetzldorf eingemeindet. Diese kam zum 1. Januar 1972 zur Stadt Erbendorf.

## Wandern und Wintersport

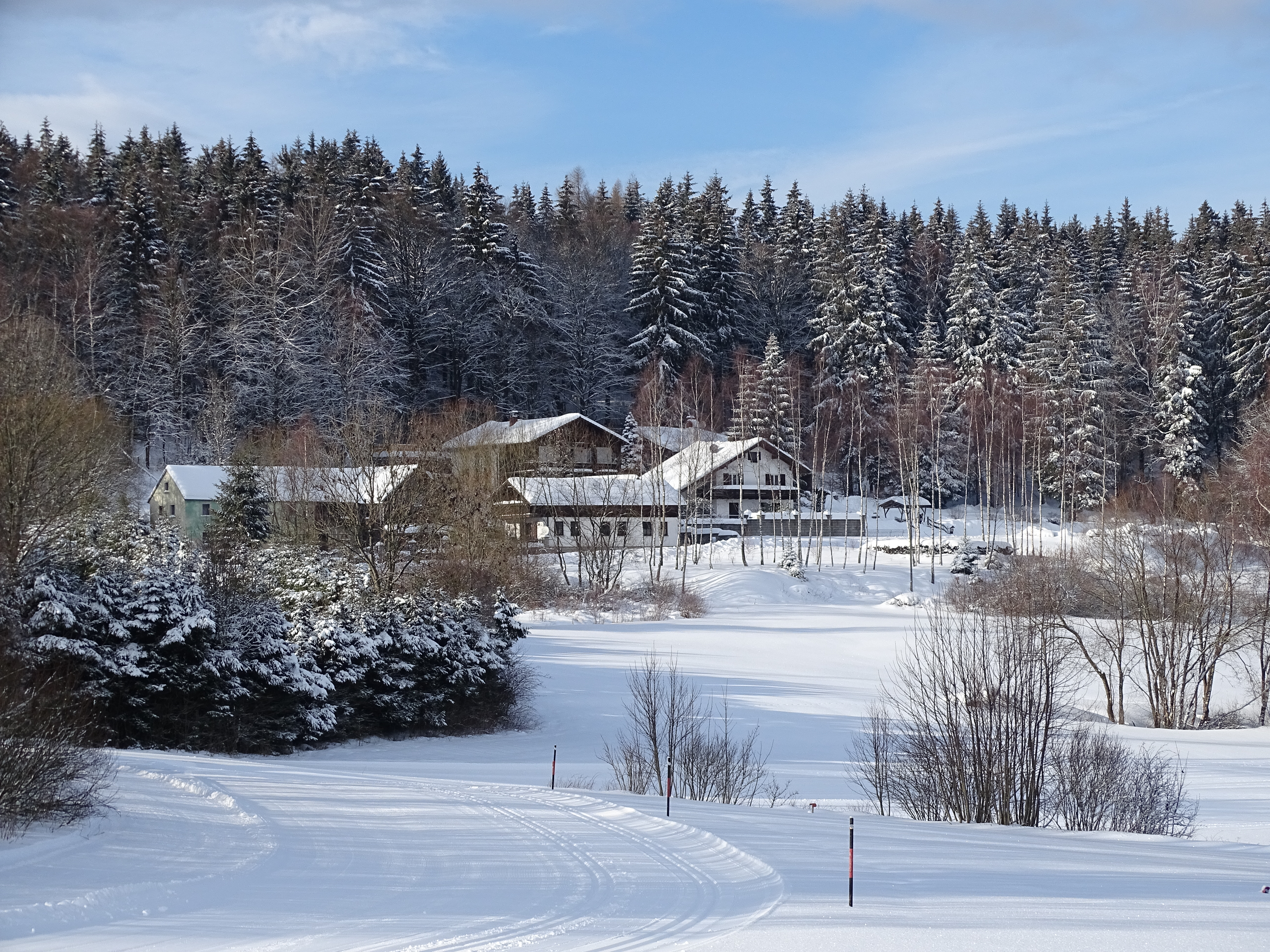
Präparierte Langlaufloipe in Pfaben

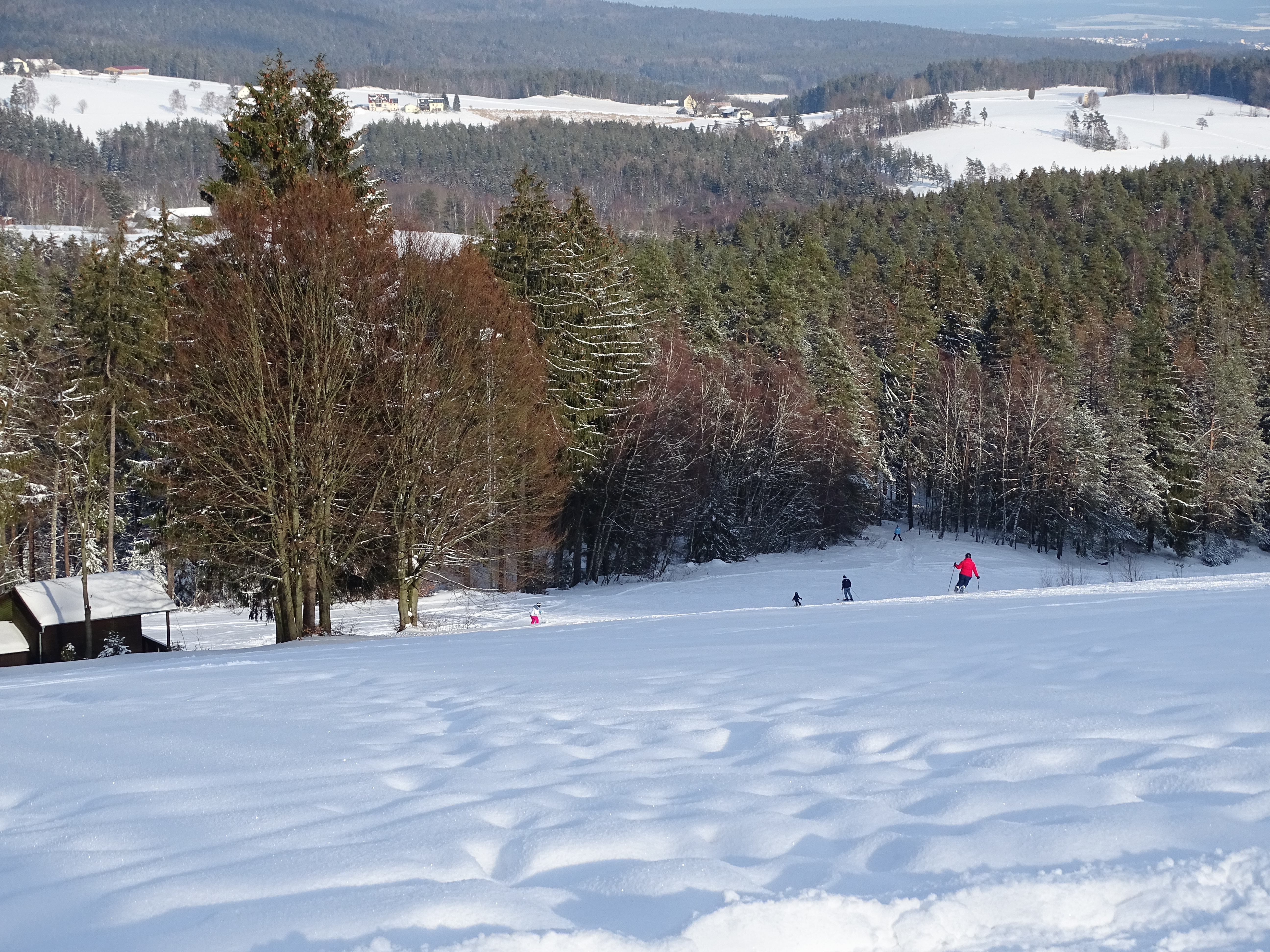
Skiabfahrt

Pfaben hat Anschluss an die wichtigsten Wander- und Radwanderwege des Steinwaldes. Vom Wanderparkplatz am Informationsportal sind es nur wenige Schritte in den urwüchsigen Bergwald. Gut markierte Wanderwege führen zu gewaltigen Felsgebilden wie dem Zipfeltannenfelsen, dem Saubadfelsen und dem Reiseneggerfelsen, zum Wildgehege am bewirtschafteten Waldhaus und zum Oberpfalzturm auf der Platte. Der Ort liegt in der Nähe mehrerer Kletterfelsen (Räuberfelsen, Vogelfelsen) im Steinwald. Im Winter laden auf rund 50 km gespurte Loipen zum Skilanglauf ein. Einen Skilift mit Abfahrt und einen 1,5 km langen Rundkurs, der für klassische und freie Technik (Skating) präpariert ist, gibt es ebenfalls. Skikurse bietet der Ski-Club Steinwald an. Als Selbstversorgerhütte steht die Steinwaldhütte der Sektion Regensburg des Deutschen Alpenvereins für Gruppen jeder Art z. B. für Familien- oder Jugendfreizeiten, Sportgruppen, Familienfeiern, Seminare und Schulaufenthalte zur Verfügung.